# Empoasca hastosa
Empoasca hastosa är en insektsart som beskrevs av Ross och Moore 1957. Empoasca hastosa ingår i släktet Empoasca och familjen dvärgstritar. Inga underarter finns listade i Catalogue of Life.